# Cynthia Powell

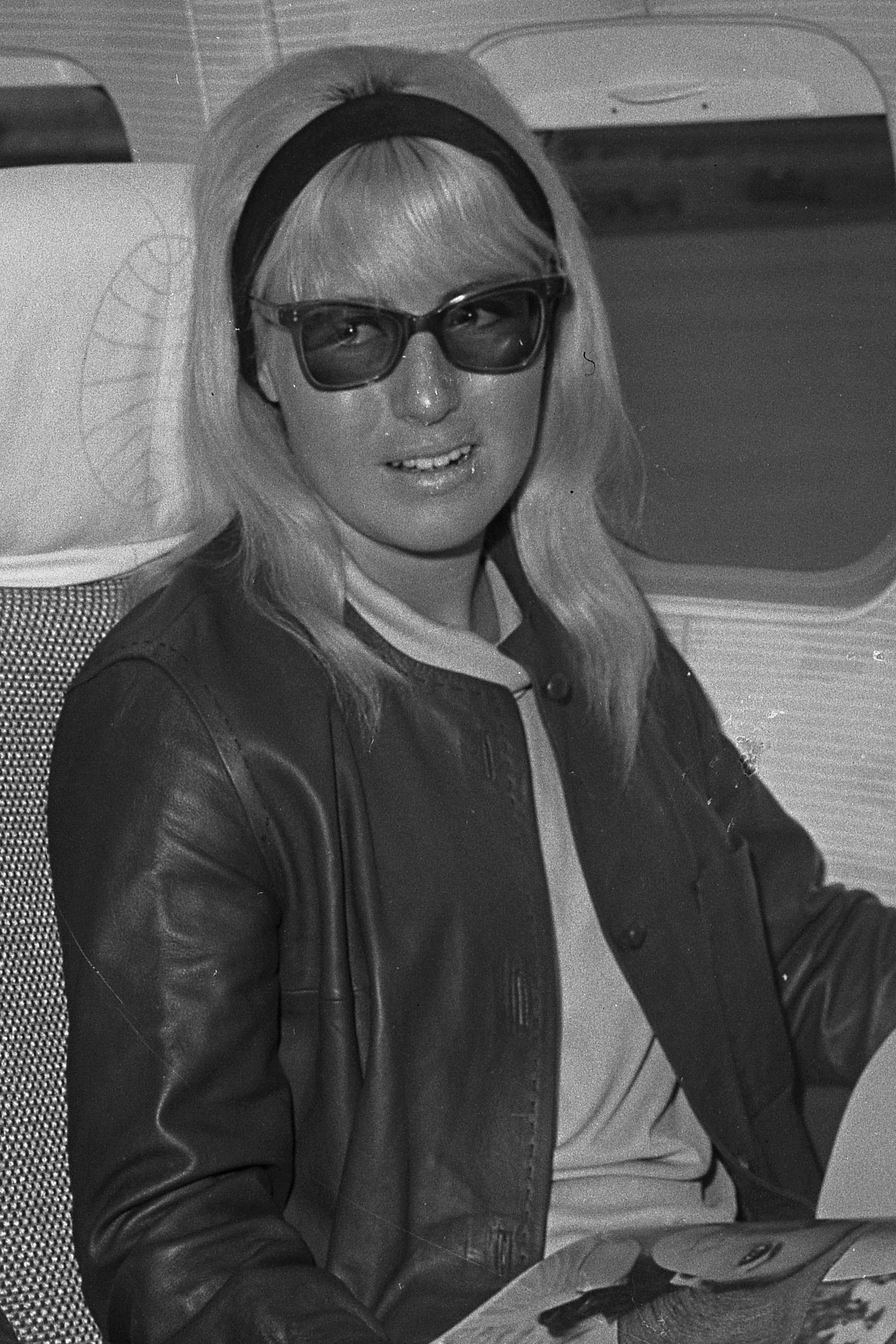
Cynthia Powell in 1964

Cynthia Powell (Blackpool, 10 september 1939 – Mallorca, 1 april 2015) was de eerste vrouw van rockmuzikant John Lennon. Samen kregen ze een zoon, Julian. John heeft haar verlaten voor Yoko Ono.

## Studietijd
In 1957 ging Cynthia studeren aan het Liverpool College of Art. Aanvankelijk zag ze er uit als een schoolmeisje, compleet met bril. Pas toen ze haar uiterlijk aanpaste aan het meer artistieke karakter van de school begon ze de aandacht te trekken. Ze trok zeker de aandacht van een medeleerling uit haar ‘lettering class’, John Lennon. Al snel kregen Lennon en Powell een verhouding. Lennon werd echter geheel in beslag genomen door zijn muziek en in 1960 trok hij met zijn band, the Beatles, regelmatig naar Hamburg. Powell volgde haar vriend enige malen naar Duitsland en betrok in de tussentijd een kamer in het huis van Johns tante, Aunt Mimi. Terwijl ze bezig was met afstuderen aan het Liverpool College, gaf ze ook les aan enige scholen als onderdeel voor haar lerarenopleiding. Ze verhuisde naar een eigen kamer aan de Garmoyle road. Na een tijdje kwam Dot Rhone, de toenmalige vriendin van Lennons muzikale partner, Paul McCartney, bij haar inwonen. In juli 1962, tijdens haar eindexamen ontdekte Powell dat ze zwanger was van Lennon. De laatste constateerde laconiek "dat ze dan maar moeten trouwen."

## Huwelijk
Op 23 augustus 1962 traden ze in het huwelijk. Twee leden van The Beatles waren aanwezig, Paul McCartney en George Harrison. Hun manager, Brian Epstein was getuige. Ringo Starr was niet aanwezig omdat hij nog maar net twee dagen bij The Beatles zat. Terwijl zijn zwangere bruid afwisselend in de flat van Brian Epstein en het huis van Tante Mimi woonde, ging Lennon weer naar Hamburg met zijn band. Lennon was ook op tournee toen Cynthia op 8 april 1963 beviel van een zoon: John Charles Julian (roepnaam Julian). Inmiddels was in Engeland (en de rest van de wereld) een Beatlemania ontstaan: pubermeisjes stortten zich krijsend en gillend op de Beatles, vooral Lennon en McCartney waren populair. Epstein verzweeg het huwelijk van Lennon, aangezien hij als vrijgezel aantrekkelijk was voor de fans. Eind 1963 kreeg de pers lucht van Lennons vrouw en kind en al snel verschenen de eerste artikelen over het ‘geheime huwelijk’ van de populaire Beatle. Cynthia verscheen nu ook in het openbaar met haar man en reisde zelfs mee toen de Beatles in Amerika gingen toeren. Toen de fans te opdringerig werden, verhuisden de Lennons naar Kenwood, een namaak Tudorhuis in Weybridge. Hier was ze vaak samen met de andere Beatlevrouwen, Patti Harrison en Maureen Starkey.

## Scheiding
Lennon en de Beatles raakten meer en meer onder de invloed van drugs, eerst marihuana en later lsd. Toen Powell, na slechte ervaringen met de drug, voortaan weigerde lsd te gebruiken, ontstond er een verwijdering tussen hen. Die werd groter toen Lennon de Japanse avant-gardekunstenares Yoko Ono ontmoette. Lennon werd verliefd en liet Ono intrekken in zijn huis in Kenwood. Powell was toen met vakantie in Griekenland. Toen ze een dag eerder thuis kwam, op 22 mei 1968, vond ze John en Yoko in haar bed. Het was het begin van een pijnlijke echtscheiding. Lennon weigerde zijn vrouw meer dan 75.000 Britse pond te geven, terwijl ze recht had op de helft van zijn miljoeneninkomen. Uiteindelijk accepteerde ze 100.000 Britse pond en de volledige zeggenschap over haar zoon Julian. De echtscheiding werd uitgesproken op 8 november 1968.

## Zonder Lennon
Na de echtscheiding trad Powell nog drie keer in het huwelijk. Haar relatie met Jim Christie duurde zeventien jaar en eindigde in 1999 met een echtscheiding. In 2002 huwde ze nachtclubeigenaar Noel Charles. In 1983 veranderde ze haar achternaam weer in Powell. Ze schreef twee boeken over haar huwelijk met John Lennon, ‘A twist of Lennon’ (1978) en ‘John’ (2005). Ze woonde en stierf op Mallorca.